# Gran Premio Valencia

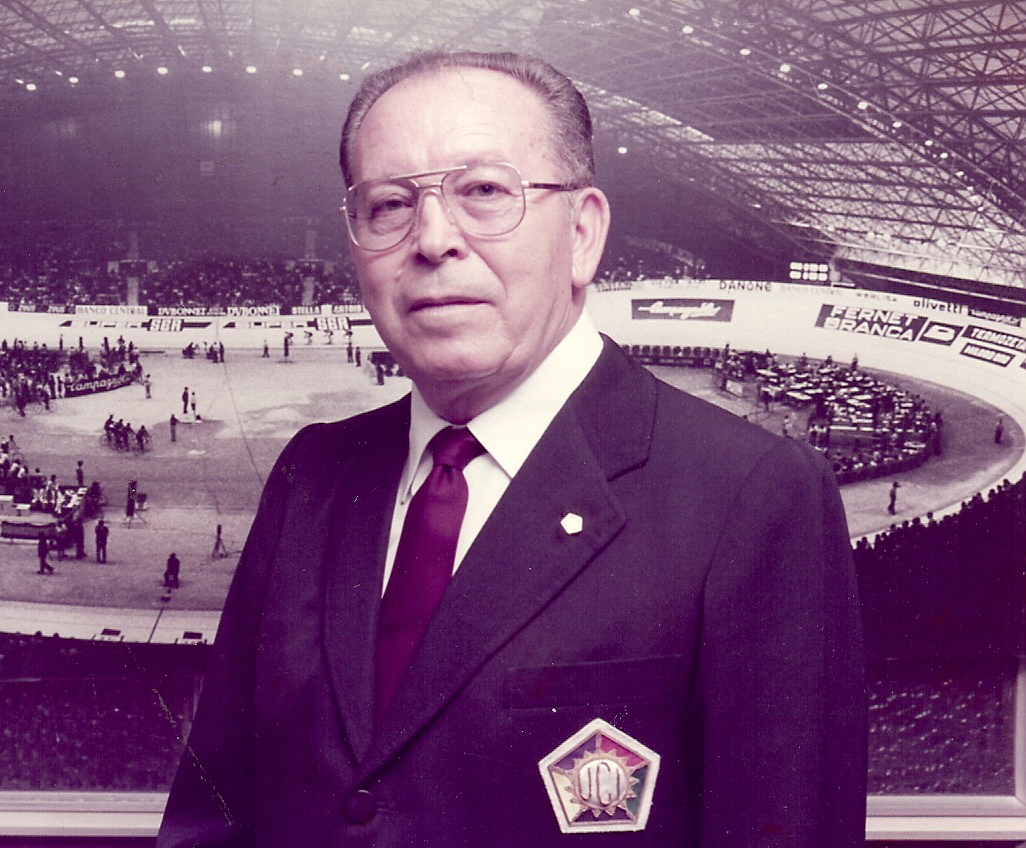
Luis Puig Esteve (1915–1990), född i Alcúdia (i regionen Valencia), var ordförande för det spanska cykelförbundet, Real Federación Española de Ciclismo, 1968–1984 och UCI:s president 1981–1990.

Clàssica Comunitat Valenciana 1969 - Gran Premio Valencia, från 1969 till 1979 Gran Premio Valencia (katalanska: Gran Premi València) och från 1981 till 2005 Trofeo Luis Puig (katalanska: Trofeu Luis Puig), är ett spanskt endagslopp i landsvägscykling som avhålls i regionen Valencia. När UCI Europe Tour instiftades 2005 inkluderades Trofeo Luis Puig och klassificerades som 1.1, men loppet lades ner redan året efter. 2021 återupptogs det under det nya, men långa, officiella namnet Clàssica Comunitat Valenciana 1969 - Gran Premio Valencia, inledningsvis klassificerat som 1.2, men uppgraderat 2023 till 1.1. Loppet kördes i andra halvan av februari (någon dag före första etappen av Volta a la Comunitat Valenciana) till och med 2005, men från återskapandet 2021 har det hållits i andra halvan av januari. Medan terrängen kring Valencia är väldigt platt går en del av loppet upp genom bergen i det Prebetiska systemet söder därom (men i vilken del av loppet denna bergsrunda körs beror av start och målorterna).
Vanligtvis avgörs loppet med en spurt (ofta en masspurt) och den största segermarginalen mellan ettan och tvåan är 41 sekunder (Bernard Hinault 1986, tvåan Iñaki Gastón var då också 37 sekunder före trean, men detta var snarare ett undantag med start och mål i Dènia långt ute på ostspetsen av Cordillera Prebetica och nära Cap de la Nau)
Vid loppet 1987 avled den spanske cyklisten Vicente Mata efter att ha blivit påkörd av en bil (som ej tillhörde loppet). Även en funktionär på motorcykel kom till skada.
Detta lopp skall inte förväxlas med motorcykelloppet Gran Premio de la Comunidad Valenciana.

## Podieplaceringar
| År                                                        | Start–mål                         | Vinnare                | Tvåa                          | Trea                   |
| Gran Premio Valencia                                      |                                   |                        |                               |                        |
| 1969                                                      | Valencia–Valencia                 | Carlos Echeverría      | Joge Marine                   | Gregorio San Miguel    |
| 1970                                                      | Valencia–Valencia                 | Ramón Sáez             | Manuel Galera                 | Carlos Echeverría      |
| 1971                                                      | Valencia–Valencia                 | Frans Verhaegen        | Domingo Perurena              | Peter Kisner           |
| 1972                                                      | Valencia–Valencia                 | Eric Leman             | Domingo Perurena              | Miguel María Lasa      |
| 1973                                                      | Valencia–Valencia                 | Gustave Van Roosbroeck | Domingo Perurena              | Andrés Oliva           |
| 1974                                                      | Valencia–Valencia                 | Eddy Peelman           | Francesco Moser               | Miguel María Lasa      |
| 1975                                                      | Valencia–Valencia                 | Eddy Peelman           | Wilfried Reybrouck            | Albert Hulzebosch      |
| 1976                                                      | Benicasim–Benicasim               | Tomas Nistal           | Luis Alberto Ordiales         | Eddy Peelman           |
| 1977                                                      | Cullera–Cullera                   | Domingo Perurena       | Klaus-Peter Thaler            | José Luis Viejo        |
| 1978                                                      | Valencia–Canals                   | Javier Elorriaga       | Domingo Perurena              | Jürgen Kraft           |
| 1979                                                      | Cocentaina–Cocentaina             | Antoine Gutierrez      | José Nazábal                  | José Luiz Mayoz        |
| 1980                                                      | ej avhållet                       |                        |                               |                        |
| Trofeo Luis Puig                                          |                                   |                        |                               |                        |
| 1981                                                      | Valencia–Valencia                 | Noël Dejonckheere      | Jesús Suárez Cueva            | Juan Fernández Martín  |
| 1982                                                      | Benifaió–Benifaió                 | Reimund Dietzen        | Erich Maechler                | Marcel Summermatter    |
| 1983                                                      | Burjasot–Burjasot                 | Noël Dejonckheere      | Stephan Mutter                | Ronan De Meyer         |
| 1984                                                      | Torrent–Torrent                   | Noël Dejonckheere      | Frank Hoste                   | Yvon Bertin            |
| 1985                                                      | Elda–Elda                         | Enrique Aja            | Faustino Rupérez              | Bruno Cornillet        |
| 1986                                                      | Dénia–Dénia                       | Bernard Hinault        | Iñaki Gastón                  | Alberto Leanizbarrutia |
| 1987                                                      | Benidorm–Benidorm                 | Pello Ruiz Cabestany   | Celestino Prieto              | Eduardo Chozas         |
| 1988                                                      | Benidorm–Benidorm                 | Acácio da Silva        | Claudio Chiappucci            | Bruno Leali            |
| 1989                                                      | Cullera–Cullera                   | Mathieu Hermans        | Eddy Planckaert               | Laurent Jalabert       |
| 1990                                                      | Valencia–Benidorm                 | Tom Cordes             | Luc Roosen                    | Miguel Ángel Martínez  |
| 1991                                                      | Valencia–Benidorm                 | Andreas Kappes         | Nico Verhoeven                | Roberto Pagnin         |
| 1992                                                      | Valencia–Benidorm                 | Seán Kelly             | Jesper Skibby                 | Laurent Jalabert       |
| 1993                                                      | Benidorm–Valencia                 | Laurent Jalabert       | Juan Carlos González Salvador | Alfonso Gutiérrez      |
| 1994                                                      | Valencia–Benidorm                 | Adriano Baffi          | Laurent Jalabert              | Phil Anderson          |
| 1995                                                      | Benidorm–Valencia                 | Mario Cipollini        | Giovanni Lombardi             | Fabio Baldato          |
| 1996                                                      | Valencia–Benidorm                 | Peter Van Petegem      | Eddy Bouwmans                 | Bert Dietz             |
| 1997                                                      | Benidorm–Valencia                 | Erik Zabel             | Endrio Leoni                  | Massimo Strazzer       |
| 1998                                                      | Valencia–Benidorm                 | Andrei Tchmil          | Vjatjeslav Jekimov            | Max van Heeswijk       |
| 1999                                                      | Benidorm–Valencia                 | Mario Cipollini        | Robbie McEwen                 | Giovanni Lombardi      |
| 2000                                                      | Valencia–Benidorm                 | Erik Zabel             | Óscar Freire                  | Biagio Conte           |
| 2001                                                      | Benidorm–Valencia                 | Erik Zabel             | Sven Teutenberg               | George Hincapie        |
| 2002                                                      | Valencia–Benidorm                 | Sergej Ivanov          | Rolf Aldag                    | Erik Zabel             |
| 2003                                                      | Benidorm–Valencia                 | Alessandro Petacchi    | Isaac Gálvez                  | Alejandro Valverde     |
| 2004                                                      | Valencia–Benidorm                 | Óscar Freire           | Alejandro Valverde            | Josu Silloniz          |
| 2005                                                      | Benidorm–Valencia                 | Alessandro Petacchi    | Isaac Gálvez                  | Óscar Freire           |
| 2006-2020                                                 | ej avhållet                       |                        |                               |                        |
| Clàssica Comunitat Valenciana 1969 - Gran Premio Valencia |                                   |                        |                               |                        |
| 2021                                                      | La Nucia–Tavernes de la Valldigna | Lorrenzo Manzin        | Mikel Aristi                  | Amaury Capiot          |
| 2022                                                      | La Nucia–Valencia                 | Giovanni Lonardi       | Amaury Capiot                 | Chris Lawless          |
| 2023                                                      | Valencia–La Nucia                 | Arnaud De Lie          | Edvald Boasson Hagen          | Jenthe Biermans        |
| 2024                                                      | La Nucia–Valencia                 | Dylan Groenewegen      | Bryan Coquard                 | Tim Torn Teutenberg    |